# Extra Mina Vol. 1
Extra Mina Vol. 1, pubblicato nel 1997, è una raccolta (solo CD) della cantante italiana Mina.
Questo album non fa parte della discografia ufficiale di Mina, elencata nel sito web ufficiale dell'artista.

## Il disco
L'etichetta Suoni Rari, in collaborazione con la Mercury e la RAI, pubblica con tiratura limitata a 1 000 copie, alcune fra le esibizioni più importanti di Mina in televisione dal vivo.
Mina, ad appena 21 anni nel 1961, dopo solo tre anni dal debutto, partecipa alla prima edizione di Studio Uno insieme a mostri sacri del varietà internazionale come Marcel Aumont, le Gemelle Kessler, Walter Chiari, Marc Ronay, Don Lurio e il Quartetto Cetra.
Con Studio Uno del 1965 Mina diventa la protagonista indiscussa del varietà televisivo, la sua popolarità raggiungerà livelli ineguagliati con le trasmissioni successive: Sabato sera, Canzonissima, Teatro 10 e Milleluci.

## Tracce
1. Sangue viennese - 5:05 - (inedito su album) (Richard Strauss) Edizioni SIAE
2. Medley: - 4:39 - Tratte da: (Signori... Mina! vol. 2) 
  1. Torna a Surriento - 0:24 -
  2. Sciummo - 1:18 -
  3. Voce 'e notte - 0:56 -
  4. Dicitencelle vuje - 0:52 -
  5. Napule ca se ne va - 1:05 -
3. Chi mai sei tu (L'unica donna) (con Lelio Luttazzi) - 3:40 - Tratta da: (Signori... Mina! vol. 3)
4. Medley: - 5:46 - Tratte da: (Signori... Mina! vol. 4) 
  1. She loves you - 1:11 -
  2. And I love her - 0:53 -
  3. A hard day's night - 0:56 -
  4. If I fell - 0:21 -
  5. I should have known better - 1:22 -
5. Lariulà (con Peppino De Filippo) - 1:18 - Tratta da: (Signori... Mina! vol. 1)
6. Medley: - 4:33 - Tratte da: (Signori... Mina! vol. 2) 
  1. Someone to watch over me - 1:23 -
  2. But not for me - 0:28 -
  3. Lady be good - 0:44 -
  4. The man I love - 0:58 -
  5. I got rhythm - 0:55 -
7. Only you - 1:45 - (inedito su album) (Buch Ram-Andre Rand) Edizioni Neapolis
8. Medley: - 3:38 - Tratte da: (Signori... Mina! vol. 2) 
  1. Te voglio bene assaje - 1:37 -
  2. Tarantella Napoletana - 1:57 -
9. Bewitched (con Ugo Tognazzi) - 1:50 - Tratta da: (Signori... Mina! vol. 1)
10. Medley: - 8:39 -
  1. Ciuri ciuri - 1:16 - Tratta da: (Signori... Mina! vol. 3) 
  2. Vola vola vola - 0:43 - Tratta da: (Signori... Mina! vol. 3) 
  3. La monferrina - 1:05 - Tratta da: (Signori... Mina! vol. 3) 
  4. La bella Gigogin - 1:15 - Tratta da: (Signori... Mina! vol. 3) 
  5. Carnevale di Venezia - 1:07 - Tratta da: (Signori... Mina! vol. 3) 
  6. Ma se ghe penso - 1:27 - Tratta da: (Le Canzonissime Vol. 2) 
  7. Lassatece passà - 0:45 - Tratta da: (Le Canzonissime Vol. 2) 
  8. Tarantella - 1:05 - Tratta da: (Le Canzonissime Vol. 2)
11. Fascinating rhythm - 3:10 - Tratta da: (Signori... Mina! vol. 2)
12. Munastero 'e Santa Chiara - 3:22 - Tratta da: (Signori... Mina! vol. 2)